# Jane Ising
Johanna "Jane" Ising (nascida Johanna Annette Ehmer; Berlim, 2 de fevereiro de 1902 – 2 de fevereiro de 2012) foi uma economista e supercentenária germano-norte-americana.

## Biografia
Nascida em Berlim, Jane Ising estudou economia na Universidade Frederico Guilherme. Em 1926, obteve seu doutorado com a tese sobre O problema do desemprego na Inglaterra depois de 1920.
Casou-se com Ernst Ising, em 23 de dezembro de 1930. O casal vivia em Caputh, Brandemburgo, ao lado do famosa residência de verão da família Einstein. Em 1938, o internato judeu de Caputh, onde os Isings trabalharam, foi devastado pelos nazistas. No ano seguinte, eles emigraram para oLuxemburgo. Após a Wehrmacht ocupar Luxemburgo, Ernst foi incorporado ao  exército. No mesmo ano, Jane deu à luz seu filho, Tom, em Luxemburgo. Em 1947, ela emigrou para os Estados Unidos. Em 1949, estabeleceu-se em Peoria, Illinois  onde ensinou economia e língua alemã, no sistema escolar público e na Universidade Bradley. Mudou-se para Matteson, Illinois, em 2007. 
Jane Ising morreu durante o sono, em 2012, nas primeiras horas do dia do seu 110º aniversário.